# 民衆の敵 (1946年の映画)
『民衆の敵』（みんしゅうのてき）は、1946年に東宝が製作・配給した日本映画で、今井正監督の戦後第1作である。第1回毎日映画コンクール監督賞受賞作品。戦時中に増産映画の名手であった今井が、戦時中の工場での財閥の横暴を描いた。美術を松山崇が担当した。

## あらすじ
戦時中の1944年（昭和19年）。私腹を肥やそうとする大東財閥の小谷理事長はある民需肥料工場を吸収し、軍需工場に転換しようとする。戦争終結後の業界支配を睨んでのことだった。一方、大東財閥の化学部門を管轄する花園子爵が経営する豪奢なクラブには、軍幹部や官僚などを集め、享楽の限りを尽くしていた。
やがて軍需工場に転換すると、工場長の金子茂の権限は軍人たちに奪われた。ある日の事故をきっかけに金子は、部下の大塚靖司と協力して、財閥支配を打ち破ろうとするが、憲兵に拘引されてしまう。

## キャスト
- 大塚靖司：藤田進
- 富永はるみ：花柳小菊
- 金子茂：河野秋武
- 小谷理事長：志村喬
- 花園直隆：江川宇禮雄
- 安藤：菅井一郎
- 安藤の妻とき：田中筆子
- 安藤の娘たえ子：河野糸子
- 秘書中田：深見泰三
- みどり：浜田百合子
- 徴用工丸山：田中春男
- 社員木村：鈴木左衛門
- 田村社長：鳥羽陽之助
- 憲兵曹長：光一
- 政治ゴロ玉井：浅田健三
- 中尉監理官：江見渉
- 会計課長後藤：大倉文雄
- 大東総本社部長：小島洋々
- 田村秘書：三田國夫
- 将官：清水将夫